# Louis Chevrolet

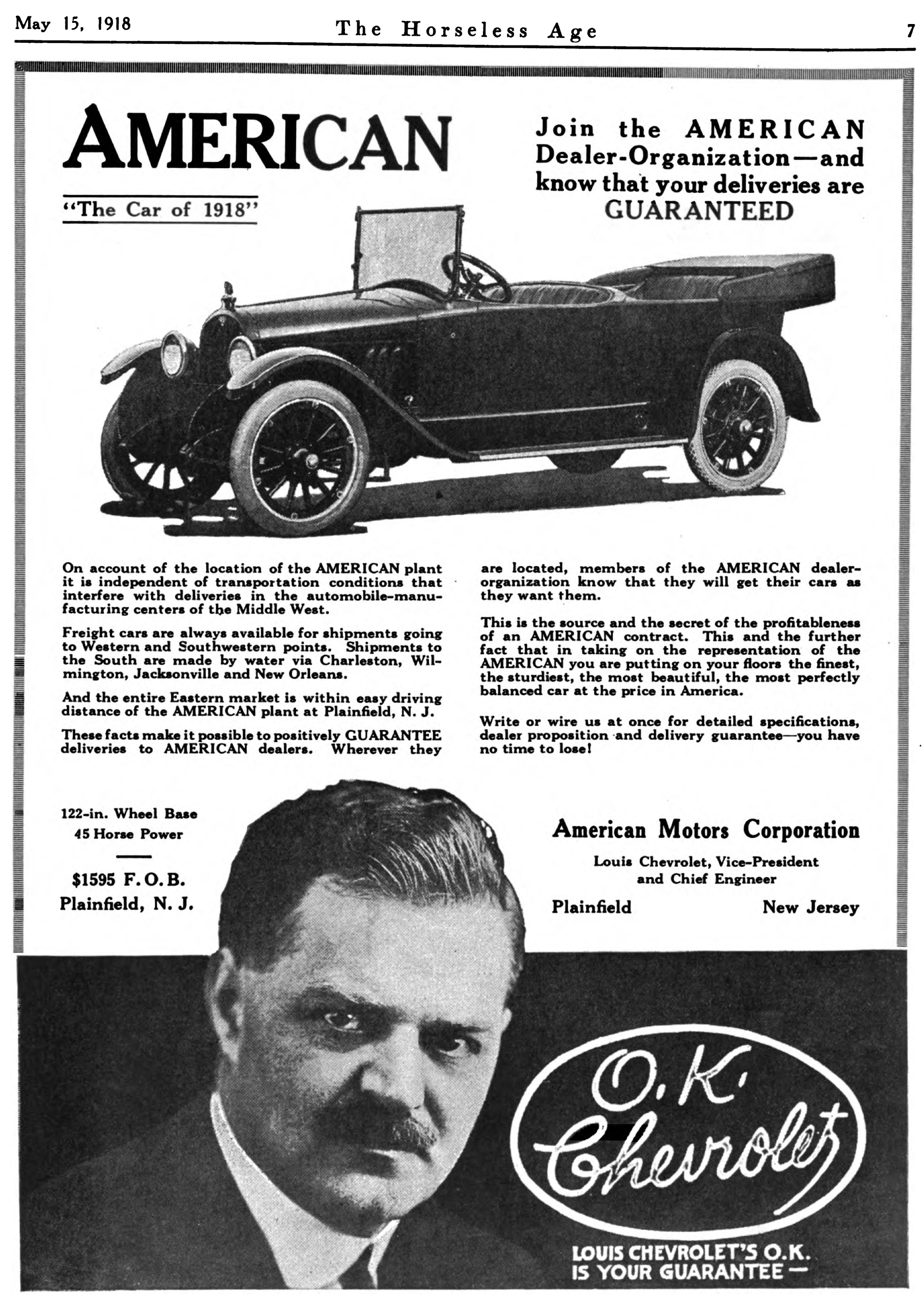
Inzerát American Motors Corporation v časopise Horseless Age z 15. května 1918

Louis Chevrolet (25. prosince 1878, La Chaux-de-Fonds, Neuchâtel – 6. června 1941, Detroit, Michigan) byl švýcarsko-americký automobilový závodník a spoluzakladatel firmy Chevrolet Motor Car Company, v současnosti patřící koncernu General Motors.

## Život
Louis-Joseph Chevrolet byl druhým dítětem francouzsko-švýcarského páru otce Josepha-Féliciena a matky Marie-Anne Angéline (rozené Mahon). Narodil v La Chaux-de-Fonds v kantonu Neuchâtel. V roce 1886 se rodina přestěhovala ze Švýcarska do burgundského města Beaune. V té době mladý Louis rozvíjel své znalosti z oboru mechaniky a zajímal se o cyklistické závody. Mezi lety 1895 a 1899 pracoval jako mechanik v obchodě s jízdními koly firmy Roblin. Poté odešel do Paříže, kde však pobyl jen krátce a v roce 1900 se vydal do kanadského Montréalu. Následující rok přešel do New Yorku, kde nejprve krátce pracoval u svého známého taktéž švýcarského přistěhovalce, aby záhy přešel do Brooklynu k pobočce francouzské firmy De Dion-Bouton.
V roce 1905 se oženil se Suzanne Treyvoux; pár měl dva syny. V témže roce byl najat jako jezdec firmy Fiat. V roce 1907 byl Chevrolet angažován firmou The Autocar Company ve Filadelfii, pravděpodobně pro tajný projekt vývoje revolučního závodního vozu s pohonem předních kol. Jeho závodní kariéra pokračovala ve stáji firmy Buick, stal se přítelem a spolupracovníkem majitele Williama C. Duranta, který v roce 1908 založil General Motors. Chevrolet se s v roce 1909 s vozem Buick účastnil závodu do vrchu Giants Despair Hillclimb v Pensylvánii.
V Buick Motor Company měl možnost naučit se vše o konstrukci automobilů, formálního vzdělání v oboru měl nedostatek. Poté se pustil do vývoje motoru pro vlastní vůz. Ve vlastní dílně na Grand River Boulevard v Detroitu stavěl šestiválec s rozvodem OHV.
S Williamem Durantem společně v Detroitu 3. listopadu 1911 založili podnik Chevrolet Motor Car Company. Partnery a investory byli William Little (výrobce automobilů Little) a Dr. Edwin R. Campbell, Durantův zeť. V roce 1912 se přidal Samuel McLaughlin, majitel a ředitel firmy McLaughlin Car Company of Canada Ltd. V roce 1915 však mezi Chevroletem a Durantem došlo k roztržce v otázkách konstrukce a Chevrolet svůj podíl Durantovi prodal. O rok později se firma sloučila s Durantem vlastněnými General Motors.
V roce 1916 založili Louis Chevrolet a jeho bratři Gaston a Arthur firmu Frontenac Motor Corporation, která navrhovala a vyráběla závodní automobily a také závodní součásti pro vozy Ford model T.
Ve stejném roce se Louis stal viceprezidentem a hlavním inženýrem továrny American Motors Corporation (nijak nesouvisí s v roce 1954 vzniklou firmou American Motors sloučením Nash Motors a Hudson Motor Car Company) v Newarku v New Jersey. Ta od roku 1918 vyráběla vozy v továrně v Plainfieldu v New Jersey. V roce 1923 se ale sloučila s Bessemer Motor Truck Company of Pennsylvania do Bessemer-American Motors Corporation, která však nevydržela ani rok a poté se sloučila s firmami Winther a Northway to Amalgamated Motors. Tyto společnosti však brzy zanikly.
Louis Chevrolet se i při své zaneprázdněnosti účastnil závodění. Jeho partnerem se stal Howard E. Blood a společně založili firmu Cornelian. Ta se plně soustředila na výrobu malých vozů pro závody Indy 500, pro poruchu motoru se v ročníku 1915 jejich vůz řízený Louisem umístil na 20. místě. Závodu se Louis účastnil ještě jako švýcarský občan, americké občanství získal až v červnu 1915. Celkem se závodu zúčastnil čtyřikrát, jeho nejlepším výsledkem bylo sedmé místo v roce 1919. Louisův mladší bratr Gaston (1892–1920) s vozem Frontenac v závodě 500 mil Indianapolis zvítězil v roce 1920.
Louis Chevrolet zemřel 6. června 1941 v Detroitu na následky komplikací spojených s operací nohy, která vedla až k její k amputaci. Spolu se svými bratry je pohřben v Indianapolis v Indianě. Muzeum Indianapolis Motor Speedway ve Speedway má u svého vchodu památník věnovaný úspěchům Louise Chevroleta. Památník, navržený Fredem Wellmanem a vytvořený Adolphem Wolterem, vznikl v letech 1968–1970 a instalován byl na jaře 1975. Uprostřed památníku je bronzová Chevroletova busta se závodní čepicí a brýlemi spočívající na mramorovém sloupu a žulové základně.
Za své zásluhy byl v roce 1969 uveden do Automotive Hall of Fame, v roce 1992 byl uveden do International Motorsports Hall of Fame.

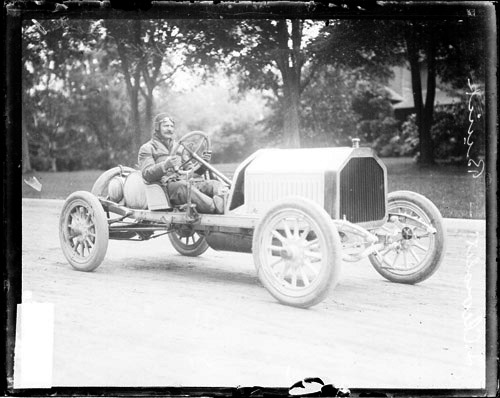
Louis Chevrolet v závodním voze Buick (Crown Point, Indiana, během závodu Cobe Cup 1909)
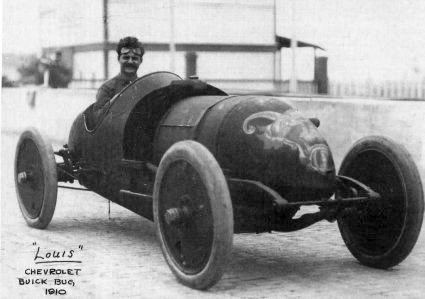
Louis Chevrolet ve voze Buick (1910)